# Au voleur (film, 1960)
Pour plus de détails, voir Fiche technique et Distribution.
Au voleur  est un film franco-allemand réalisé par Ralph Habib, sorti en 1960, d'après un script inédit de Sacha Guitry remanié par le scénariste-adaptateur et dialoguiste Jean-Bernard Luc. Le film semble être passé inaperçu lors de sa sortie en France, alors que sa version allemande (Affäre Nabob) a visiblement connu outre-Rhin un succès d'estime[réf. souhaitée].

## Synopsis
Serge, alias le comte Fornari (Paul Guers) est engagé par un mystérieux employeur afin de tenter de voler le Nabob, un diamant d'une valeur exceptionnelle que Jeannette, alias Aménita (Perrette Pradier), l'accompagnatrice d'un milliardaire (O. E. Hasse) porte en médaillon.  Cette dernière convoite le diamant et le vole dans le coffre-fort. Sur le point d'être prise sur le fait elle le garde caché dans un mouchoir qu'elle tient à la main et réussit à le dissimiler dans la poche de Serge pendant le bal de l'hôtel. Quand elle rejoint le milliardaire, celui-ci lui demande d'ouvrir la main, mais le diamant n'y est plus. Va s'engager alors une course poursuite parsemée de quiproquos et de rebondissements entre les trois protagonistes.

## Fiche technique
- Titre original : Au voleur
- Autre titre : L'affaire Nabob
- Réalisation : Ralph Habib
- Scénario : Sacha Guitry, Jean Bernard-Luc
- Musique : Jean Wiener
- Photographie : Pierre Petit
- Montage : A. Lautenbach
- Production : Jacques Schatz, Rüdiger von Hirschberg
- Pays :  France /  Allemagne de l'Ouest
- Format : Noir et blanc
- Genre : comédie policière
- Durée : 90 minutes
- Dates de sortie : 
  - France : 16 novembre 1960
  - Allemagne de l'Ouest : 3 février 1961
- Affiche : Jean Mascii (France)

## Distribution
- Paul Guers : Serge, alias le comte Fornari
- Perrette Pradier : Jeanette, alias Aménita
- O. E. Hasse : Démosthène
- Sonja Ziemann : la milliardaire
- Mary Marquet : l'hôtelière
- Jean-Pierre Lorrain
- Jean-Pierre Zola : le directeur de l'hôtel
- Georges Alban : Le commissaire
- Gérard Darrieu